# Premio César per il miglior manifesto
Il premio César per il miglior manifesto (César de la meilleure affiche) è un premio cinematografico francese assegnato in sole cinque edizioni dei premi César, dal 1986 al 1990.

## Albo d'oro
I vincitori sono indicati in grassetto, a seguire gli altri candidati.
- 1986: Michel Landi - Harem
  - Benjamin Baltimore - Pericolo nella dimora  (Péril en la demeure)
  - Benjamin Baltimore - Ran
  - Bernard Bernard - Subway
  - Zorane Jovanovic - La foresta di smeraldo (The Emerald Forest)
- 1987: Christian Blondel - Betty Blue (37°2 le matin)
  - André François - Max amore mio (Max mon amour)
  - Michel Jouin - Jean de Florette
  - Michel Jouin - Manon delle sorgenti (Manon des sources)
  - Claude Millet e Denise Millet - Io odio gli attori (Je hais les acteurs)
  - Gilbert Raffin - Thérèse
- 1988: Stéphane Bielikoff e Sadi Nouri - Tandem
  - Philippe Lemoine - L'ultimo imperatore (The Last Emperor)
  - Philippe Lemoine - Un uomo innamorato (Un homme amoureux)
  - Luc Roux e Benjamin Baltimore - Sotto il sole di Satana (Sous le soleil de Satan)
- 1989: Stéphane Bielikoff, Annie Miller e Luc Roux - La piccola ladra (La petite voleuse)
  - Benjamin Baltimore - La lettrice (La lectrice)
  - Anabi Leclerc, Daniel Palestrani e Jean Grimal - Les saisons du plaisir
  - Malinovski - Le grand bleu
  - Claude Millet, Christian Blondel e Denise Millet - L'orso (L'ours)
- 1990: Jouineau-Bourdugue e Gilles Jouin - Nuovo cinema Paradiso
  - Dominique Bouchard - Noce blanche
  - Anahi Leclerc - L'insolito caso di Mr. Hire (Monsieur Hire)
  - Sylvain Mathieu - Troppo bella per te! (Trop belle pour toi)
  - Laurent Pétin e Laurent Lufroy  - Valmont